# Khleo Thomas
Khaleed Leon Thomas, mais conhecido como Khleo Thomas, (Anchorage, 30 de janeiro de 1989), é um ator e rapper norte-americano. 

## Biografia
Khleo nasceu no Alasca, mas viveu na Alemanha com sua família durante alguns anos. Quando retornou para a América, começou sua carreira de ator fazendo comerciais de tv aos seis anos. Logo depois, foi escalado para fazer um episódio de Bill Cosby's (Kids Say the Darndest Things). Ele tem três irmãos mais novos, Khadeem (1992), Khameel (1999) e Khaleea (2003).
Co-estrelou o primeiro episódio da série Teachers, que acabou sendo cancelada depois de seis episódios. 
Ele também estrelou duas faixas do último álbum de Bow Wow "Price of Fame" ("How You Move It" e "Bet That"). "Prince of the West", o álbum de Khleo, foi lançado no verão de 2007 através de sua página no MySpace. 

## Filmografia
- 2008 - Krews (Tom Tom)
- 2008 - Bob Funk (Cupcake)
- 2008 - Remember the Daze
- 2007 - The Beautiful Ordinary (Dylan)
- 2005 - Dirty (Splooge)
- 2005 - Roll Bounce (Mixed Mike)
- 2004 - Time Out (Khalid)
- 2004 - Com as Próprias Mãos (Pete Vaughn)
- 2004 - Baadasssss! (Mario)
- 2003 - Holes (Hector 'Zero' Zeroni)
- 2002 - A Mais Louca Sexta-Feira em Apuros
- Degrassi: The Next Generation

## Televisão
- 2007 - Dr. House (Kenny)
- 2006 - CSI: Crime Scene Investigation (Dante)
- 2006 - Teachers (Patrick)
- 2005 - The Bernie Mac Show (Curtis)
- 2005 - The Golden Blaze (voz, Jason/Sure Shot)
- 2004 - Going to the Mat (Vincent Fly Shue)
- 2004 - ER - Plantão Médico (Brian)
- 2003 - Super Short Show
- 2001 - City Guys (Jordan)
- 1999 - Family Law (Lanny Brass)
- 1999 - Kids Say the Darndest Things, Bill Cosby's